# Physalis virginiana
Physalis virginiana är en potatisväxtart som beskrevs av Philip Miller. Enligt Catalogue of Life och Dyntaxa ingår Physalis virginiana i släktet lyktörter och familjen potatisväxter. Arten har ej påträffats i Sverige.

## Underarter
Arten delas in i följande underarter:
- P. v. campaniforme
- P. v. polyphylla

## Bildgalleri

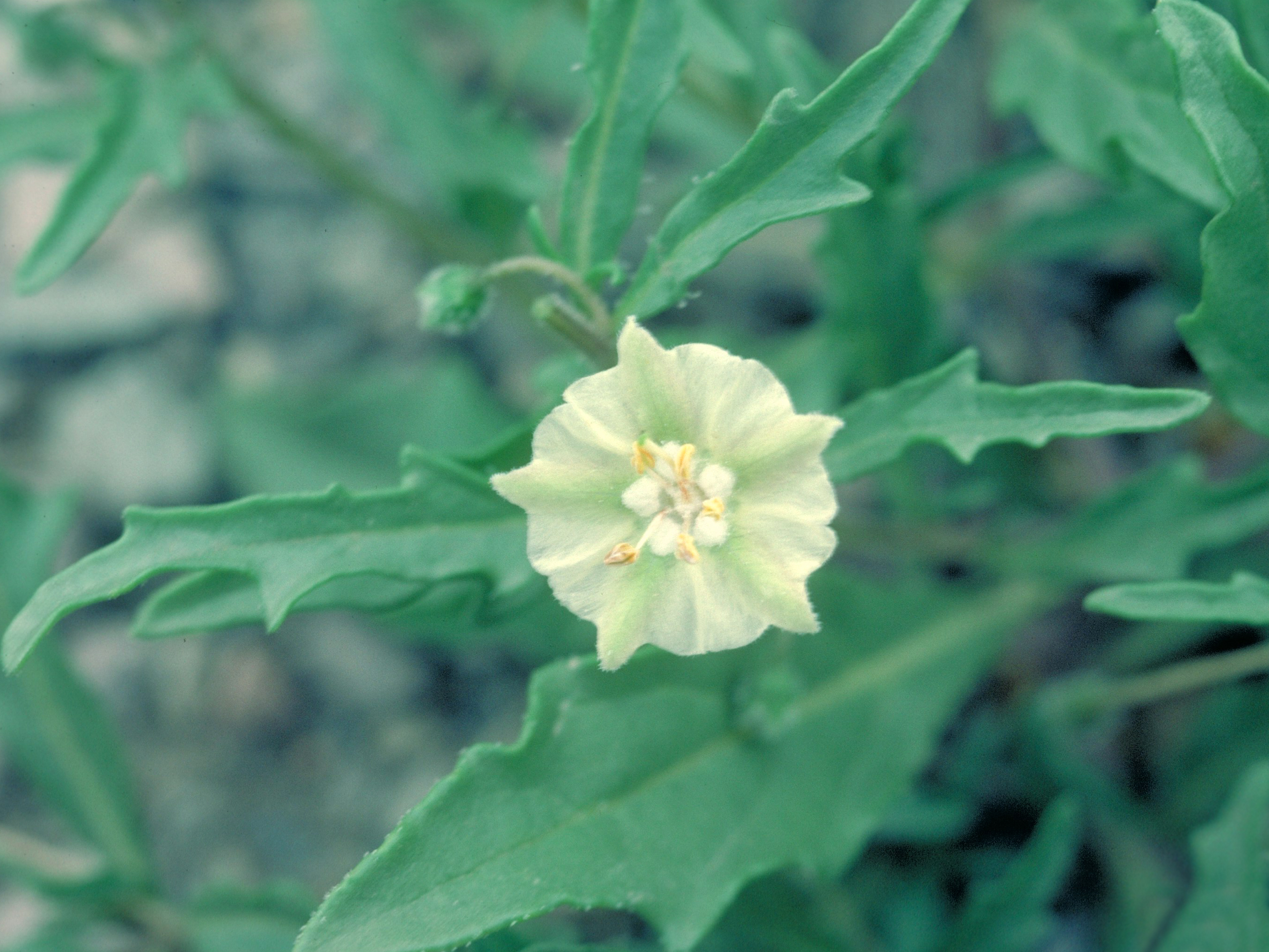